# Alexei Michailowitsch Wassiljew

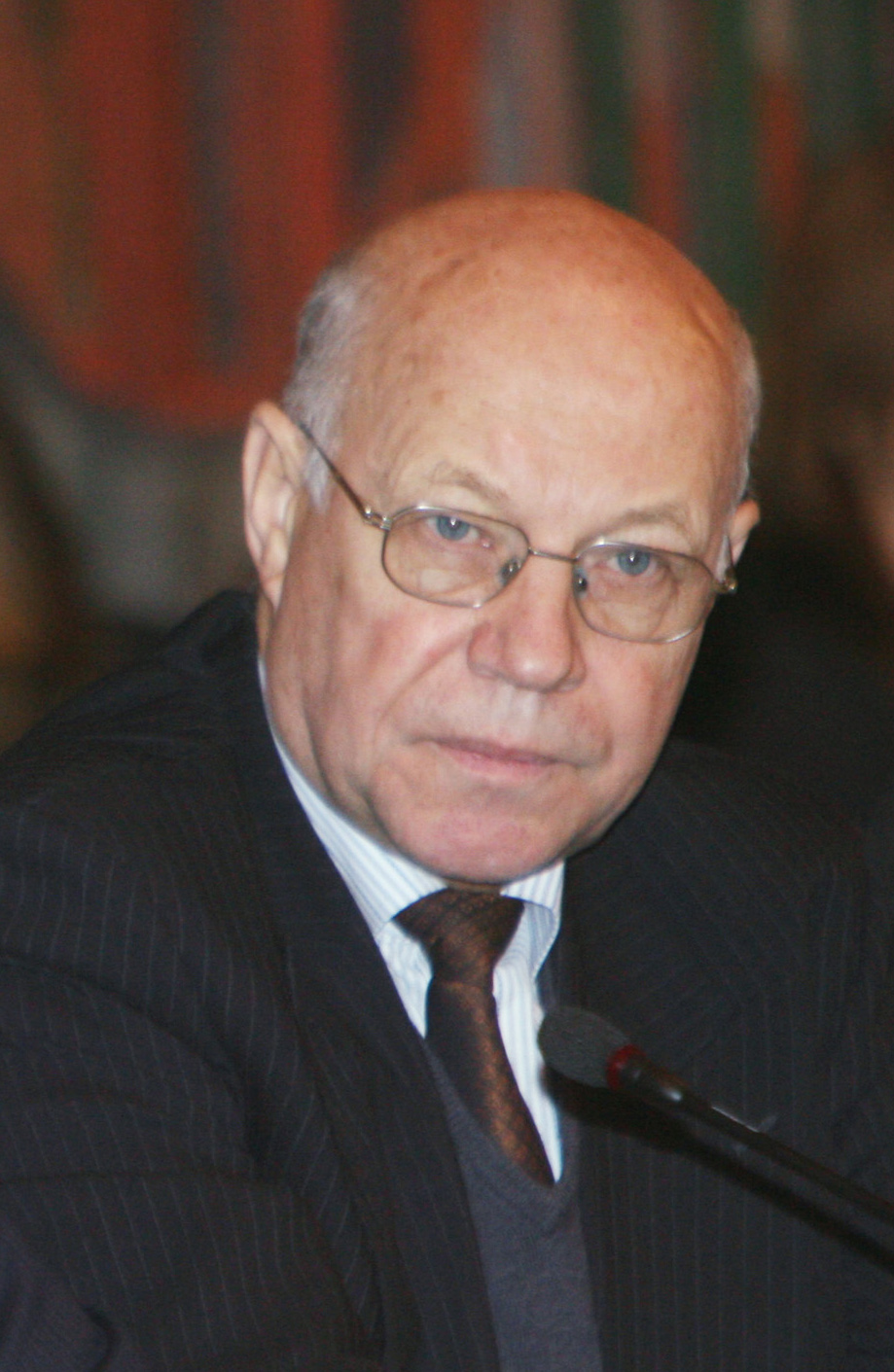
Alexei Michailowitsch Wassiljew (2006)

Alexei Michailowitsch Wassiljew (russisch Алексе́й Миха́йлович Васи́льев * 26. April 1939 in Leningrad) ist ein sowjetischer bzw. russischer Historiker, Arabist und Afrikawissenschaftler sowie ehemaliger Zeitungsjournalist. 
Von 1967 bis 1983 schrieb er als Auslandskorrespondent bzw. Redakteur für internationale Politik der KPdSU-Parteizeitung Prawda. Anschließend war er stellvertretender Direktor des Afrika-Instituts der Akademie der Wissenschaften der UdSSR und von 1992 bis 2016 Direktor des Afrika-Instituts der Russischen Akademie der Wissenschaften. 
Von 2006 bis 2011 war er Sonderbeauftragter des russischen Präsidenten für die Beziehungen zu afrikanischen Ländern. Von 2013 bis 2024 leitete er die Abteilung für Afrikastudien und Arabistik an der Russischen Universität der Völkerfreundschaft.

## Biographie
Im Jahr 1956 begann Wassiljew sein Studium am Moskauer Staatlichen Institut für Internationale Beziehungen (MGIMO). Nach einem Auslandsaufenthalt an der Universität Kairo (1960–61) machte er 1962 seinen Abschluss in der orientalischen Abteilung des MGIMO. Von 1962 bis 1967 war er Assistent von Wiktor Wassiljewitsch Majewski (1921–1976), einem politischen Kolumnisten der Prawda. Sein parallel dazu in Teilzeit absolviertes Postgraduierten-Fernstudium am Institut für Orientalische Studien schloss Wassiljew 1966 ab. Thema seiner Kandidat-Dissertation war Wahhabismus und der erste saudische Staat in Arabien (1744/45–1818). 
Als Kriegskorrespondent der Prawda wurde er 1967 nach Vietnam entsandt, er berichtete auch aus den Guerilla-Gebieten in Laos. Von 1971 bis 1975 war Wassiljew Korrespondent der Zeitung in Ankara (zuständig für die Region Türkei, Iran, Afghanistan, arabische Länder und Syrien) und berichtete u. a. vom Arabisch-Israelischen Krieg 1973. Anschließend war er bis 1979 Korrespondent für Ägypten, Sudan, Libyen, Jemen und Äthiopien. Von 1979 bis 1983 war er Redakteur in der Abteilung für internationale Probleme der Prawda. Im Jahr 1981 wurde Wassiljew Doktor der historischen Wissenschaften (entspricht einer Habilitation) mit einer Qualifikationsschrift über die Entwicklung der sozio-politischen Struktur der Gesellschaft in Saudi-Arabien (1745–1973). 
Er wurde 1983 zum stellvertretenden Direktor des Afrika-Instituts der Akademie der Wissenschaften der UdSSR ernannt, 1991 erhielt er den Professorentitel. Nach der Auflösung der Sowjetunion wurde er 1992 Direktor des Afrika-Instituts der Russischen Akademie der Wissenschaften und blieb dies bis zu seiner Emeritierung 2015. Wassiljew wurde 2000 zum korrespondierenden Mitglied und 2011 zum ordentlichen Mitglied der Russischen Akademie der Wissenschaften gewählt, deren Abteilung für globale Probleme und internationale Beziehungen er angehört. Von 2013 bis 2024 leitete er die Abteilung für Afrikastudien und Arabistik an der Russischen Universität der Völkerfreundschaft.
Er ist Mitglied des wissenschaftlichen Rates des Sicherheitsrates der Russischen Föderation, Mitglied des Rates für Außenpolitik des Ministeriums für Auswärtige Angelegenheiten sowie Mitglied des Russischen Rates für Internationale Angelegenheiten (RSMD).
Wassiljew ist verheiratet und hat zwei Töchter.

## Wissenschaftliche Tätigkeit
Zu den Forschungsinteressen von Wassiljew gehören grundlegende Fragen der sozio-politischen Geschichte der arabischen Länder in der Neuzeit und in der Moderne, die internationalen Beziehungen des Nahen und Mittleren Ostens, einschließlich der Beziehungen zu Russland, die Rolle der Religion im politischen Kampf, soziale Veränderungen im Nahen und Mittleren Osten, ethnopsychologische Faktoren im öffentlichen Leben der Region sowie die Probleme des islamischen Extremismus und Terrorismus.
Er war der Erste in der Sowjetunion, der sich mit dem Phänomen „Wahhabismus“ beschäftigte und dabei sowohl die Werke seines Gründers Muhammad ibn Abdel Wahhab als auch die seiner Vorgänger berücksichtigte. Das Hauptwerk von Wassiljew ist die „Geschichte Saudi-Arabiens“, die in mehreren überarbeiteten und ergänzten Auflagen in russischer, arabischer und englischer Sprache erschienen ist. Zum ersten Mal in der Weltwissenschaft hat der Autor eine Studie über die sozioökonomische und politische Geschichte dieses Landes für den Zeitraum von zweieinhalb Jahrhunderten durchgeführt und dabei Quellen in Arabisch, Türkisch, Englisch, Französisch, Italienisch, Deutsch und Russisch verwendet, einschließlich Materialien aus russischen und sowjetischen Archiven. Wassiljew hat auch zwei bibliographische Werke über Saudi-Arabien verfasst, die einzigen in Russland. Sein jüngstes Werk, „König Faisal. Persönlichkeit. Alter. Glaube“ widmete sich der Rolle der Persönlichkeit im Leben und in der Politik am Beispiel des Königreichs Saudi-Arabien, dem bedeutenden Gewicht von Religion und Spiritualität bei der Gestaltung des politischen Kurses des Staates.
Wassiljew entwickelte die Theorie der muslimischen Reformation während der Krise des arabisch-osmanischen Feudalismus und untersuchte die Besonderheiten der vorkapitalistischen Gesellschaft des Nahen Ostens und die Besonderheiten der Entwicklung der Marktbeziehungen sowohl in Ländern mit hohen Öleinnahmen als auch in anderen arabischen Staaten, wobei er die Veränderungen in deren sozio-politischer Struktur berücksichtigte.
Wassiljews wissenschaftliche Interessen beschränkten sich nicht auf den Nahen und Mittleren Osten. Er leistete Pionierarbeit bei der Analyse einer Reihe von sozioökonomischen Problemen in Afrika, einschließlich der afrikanischen Länder südlich der Sahara, insbesondere bei der Bewertung der afrikanischen Gesellschaft als „multidimensional“, klientelistisch und mit patriarchalisch-traditionellen und modernen Elementen verbunden.
Alexei Michailowitsch Wassiljew war der persönliche Vertreter des russischen Präsidenten für die Beziehungen zu den afrikanischen Staatsoberhäuptern und nahm an der russischen Delegation bei den G8-Gipfeltreffen teil und war Mitglied der russischen Delegationen auf höchster Ebene von Michail Gorbatschow, Dmitri Medwedew und dem Vorsitzenden des Ministerrats Wiktor Tschernomyrdin. Er nimmt ständig an internationalen Foren teil, unter anderem an den von der UNESCO organisierten Foren. Er ist Mitglied des russischen Pugwasch-Komitees.

## Auszeichnungen und Ehrungen
- Ehrenamtlicher Mitarbeiter der Wissenschaft der Russischen Föderation (1999)[8]
- Tarle-Preis der Russischen Akademie der Wissenschaften (2003) – für eine Reihe von Werken über die sozio-politische Geschichte der Staaten des Nahen und Mittleren Ostens.
- Ehrenorden (2009)[9]
- Freundschaftsorden (2011) – für den großen Beitrag zur Entwicklung und Stärkung der Beziehungen zwischen der Russischen Föderation und afrikanischen Staaten[10]
- Medaillen